# Cimetière américain de Seringes-et-Nesles
Le cimetière américain de Seringes-et-Nesles se trouve sur la commune française de Seringes-et-Nesles, à environ trois km à l'est de Fère-en-Tardenois et 26 km au nord-est de Château-Thierry, dans le département de l'Aisne en Hauts-de-France.

## Caractéristiques
Ce site de 36,5 acres contient les tombes de 6 012 soldats américains tués au combat dans les environs pendant la Première Guerre mondiale ainsi qu'un monument pour 241 Américains qui ont donné leur vie pour leur pays et dont les restes n'ont jamais été retrouvés.
Parmi les soldats qui ont perdu la vie figure le poète Joyce Kilmer.
Le carré E abrite les 86 tombes de soldats condamnés pour actes déshonorants. Le première classe Eddie Slovik, seul soldat de l'armée américaine à avoir été fusillé pour désertion durant la Seconde Guerre mondiale, le 31 janvier 1945, fut aussi enterré là jusqu'en 1987 ; date à laquelle ses restes furent alors rapatriés aux États-Unis pour être inhumés auprès de sa femme. On y trouve aussi la tombe de Louis Till, père d'Emmett Till, exécuté le 2 juillet 1945

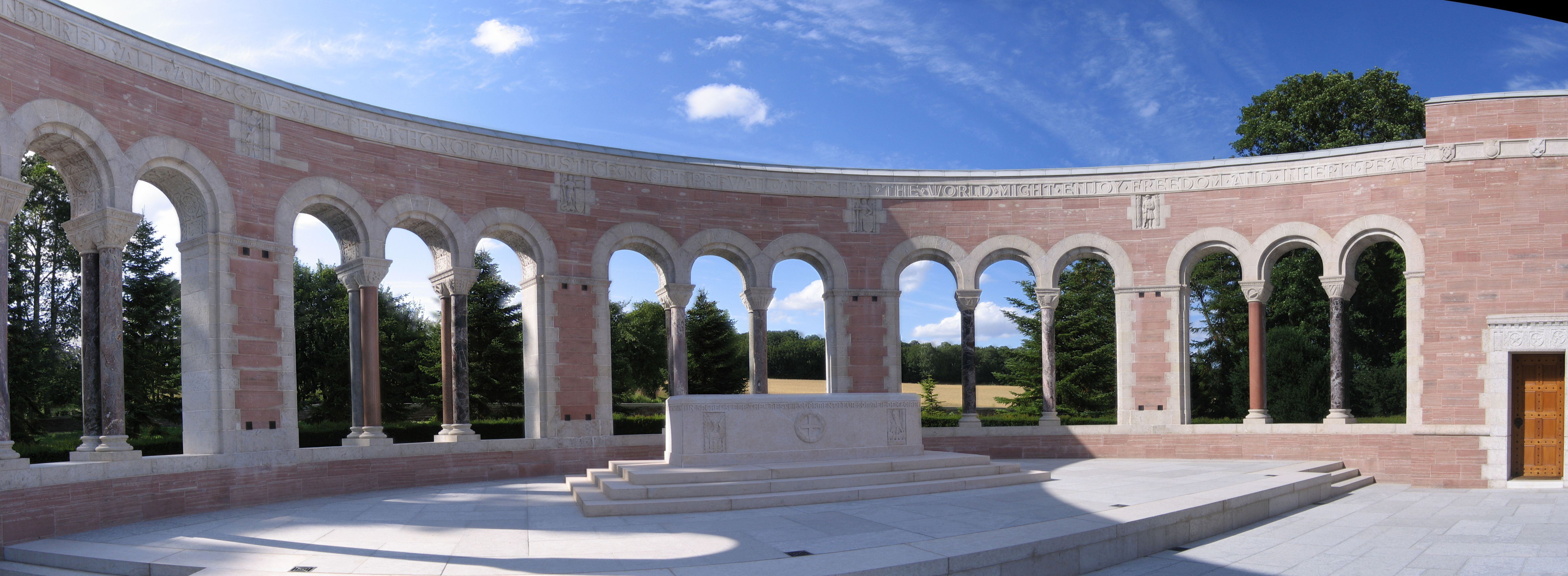
Le mémorial au fond du cimetière.
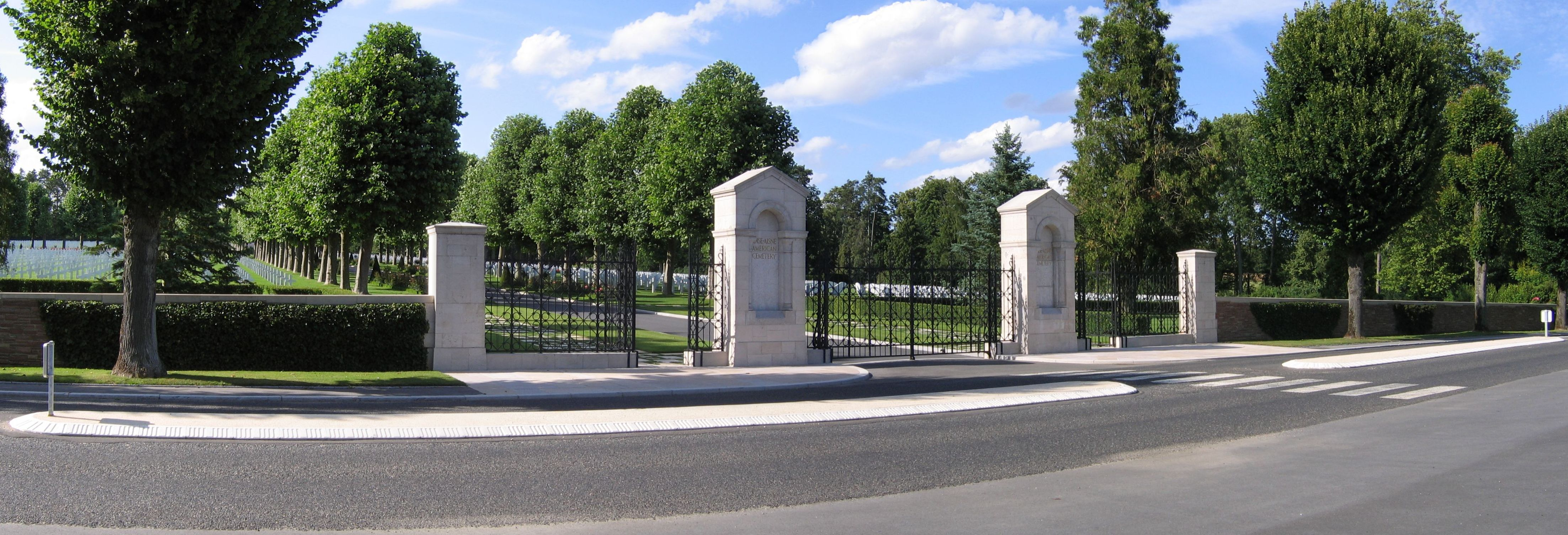
Entrée du cimetière.
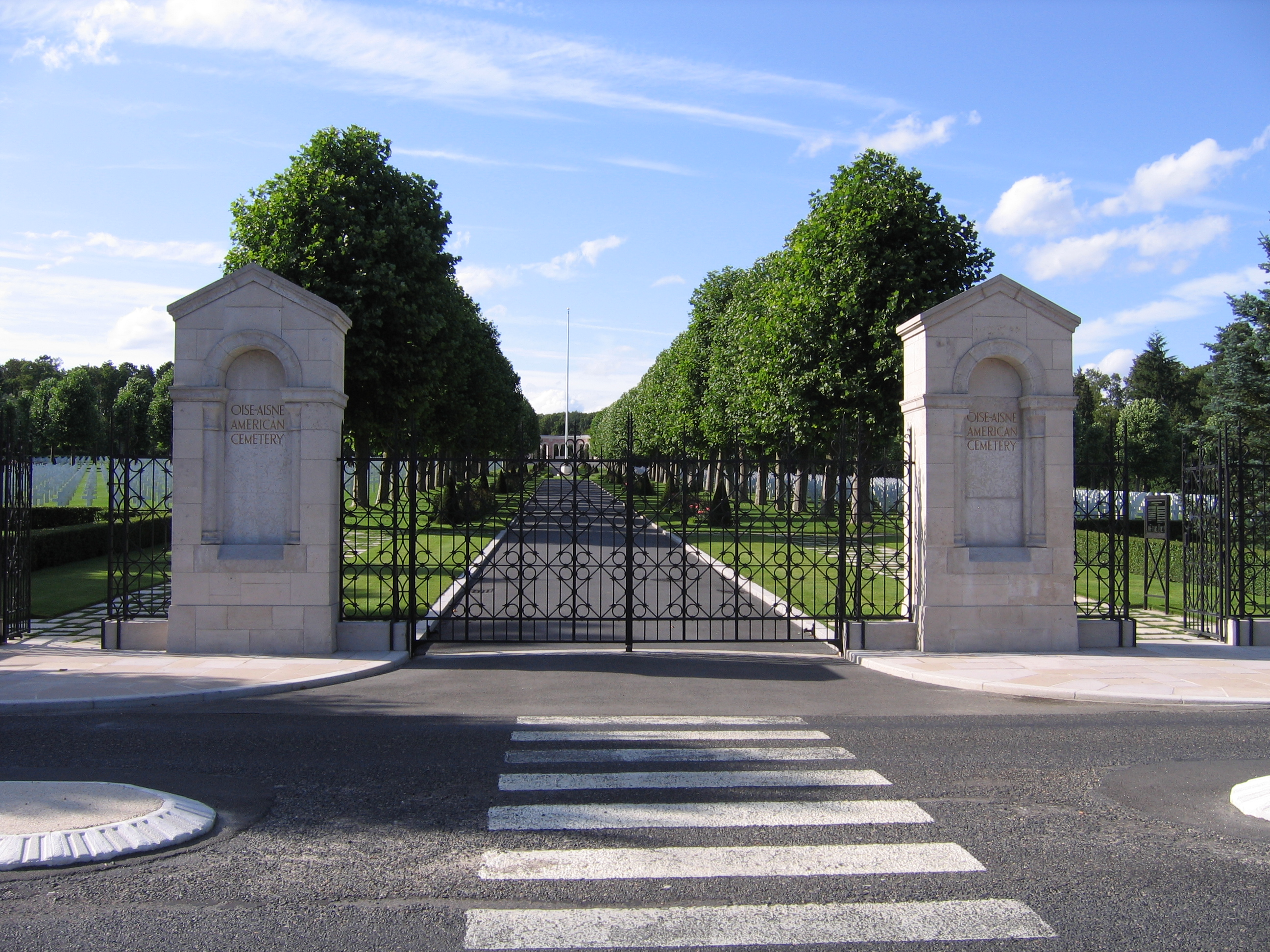
Entrée et allée principale.
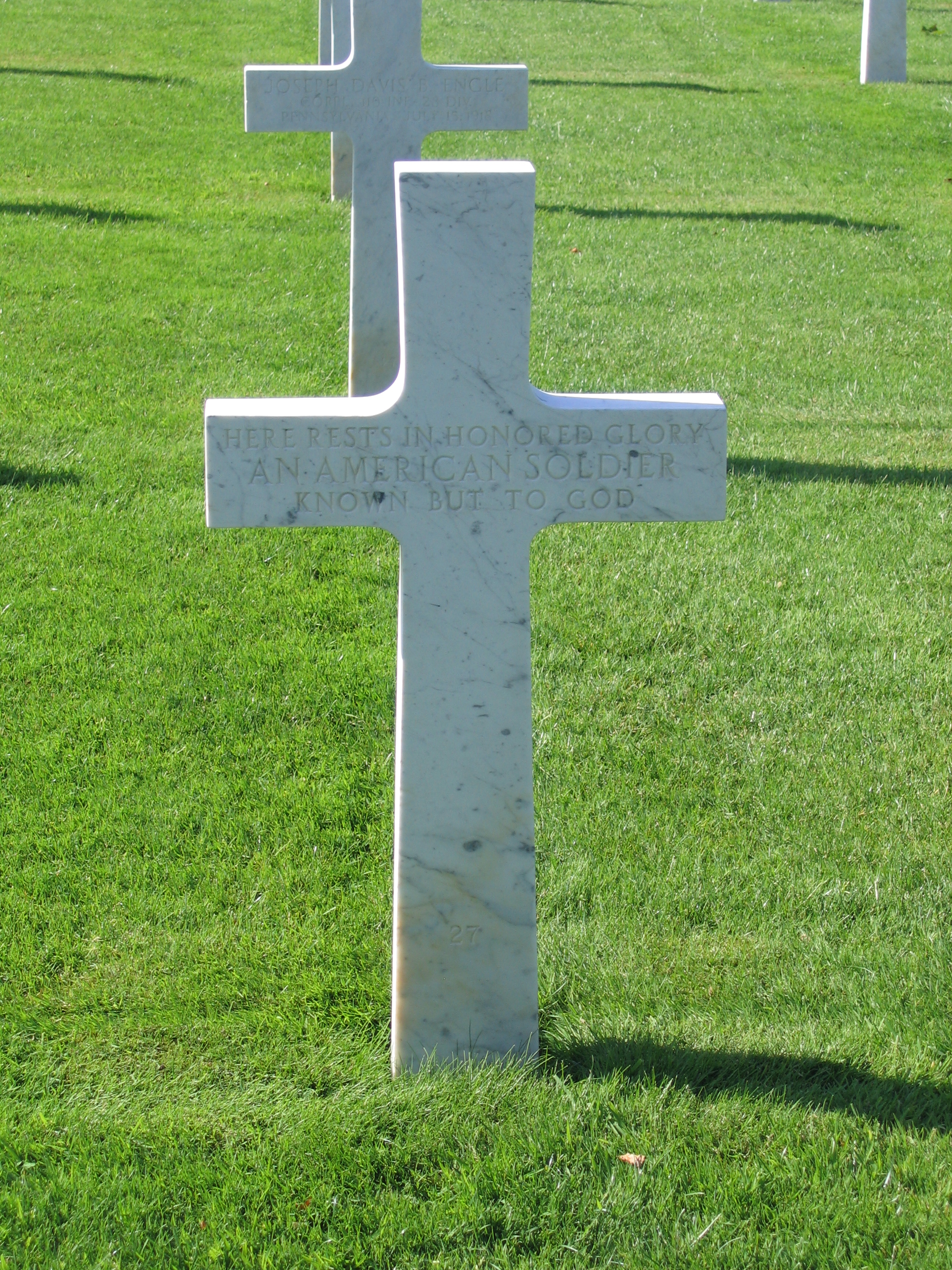
Tombe d'un soldat inconnu.